# Karl Groos

Karl Groos 1901

Karl Groos (* 10. Dezember 1861 in Heidelberg; † 27. März 1946 in Tübingen) war ein deutscher Philosoph und Psychologe.

## Leben
Karl Groos studierte in Heidelberg, wo er auch 1880 Mitglied der schwarzen Verbindung und späteren (seit 1909) Burschenschaft Vineta Heidelberg wurde. Er war Professor in Basel, Gießen und von 1911 bis 1929 in Tübingen. Zu seinen Schülern gehörte der Philosoph Willy Moog, der 1909 in Gießen bei ihm promovierte.

## Forschung
Groos arbeitete vor allem auf dem Gebiet der Entwicklungs- und Kinderpsychologie und formulierte eine psychologische Theorie des Spiels, die er selbst als Einübungs- oder Selbstausbildungstheorie bezeichnete, wonach das Spiel in Kindheit und Jugend vor allem die biologische Funktion einer spielerischen Vorbereitung auf die späteren Lebensaufgaben des Erwachsenen erfüllt.
Groos unternahm statistische Untersuchungen literarischer Werke – so stellte er z. B. fest, dass die Schriften Schillers doppelt so viele akustische Ausdrucksmomente enthalten wie jene von Goethe. Dieses Vorgehen wurde damals „Literarpsychologie“ genannt.
Im Jahr 1938 wurde Groos zum Mitglied der Leopoldina gewählt.

## Schriften
- 1889: Die reine Vernunftwissenschaft. Systematische Darstellung von Schellings (rationaler oder negativer) Philosophie. Weiss: Heidelberg

- 1892: Einleitung in die Ästhetik. Gießen: Ricker.
- 1896: Die Spiele der Tiere. Jena: G. Fischer. (3. Aufl. 1930)
- 1899: Die Spiele der Menschen. Jena: G. Fischer (Nachdruck: Olms, Hildesheim 1973, ISBN 3-487-04751-9).
- 1902: Der ästhetische Genuss. Gießen: Ricker.
- 1904: Das Seelenleben des Kindes, Berlin: Reuther & Reichardt, mehrere Auflagen
- 1909: Befreiungen der Seele, Jena: Diederichs.
- 1910: Die akustischen Phänomene in der Lyrik Schillers. In: Zeitschrift für Ästhetik und allgemeine Kunstwissenschaft 5, 1910, Seite 545–570.
- 1920: Bismarck im eigenen Urteil, Stuttgart 1920
- 1922: Fürst Metternich. Eine Studie zur Psychologie der Eitelkeit. Cotta: Stuttgart
- 1922: Das Spiel. Jena: G. Fischer.
- 1924: Der Aufbau der Systeme. Meiner: Leipzig
- 1927: Die Sicherung der Erkenntnis. Tübingen: Osiander
- 1928: Methodik und Metaphysik. Tübingen: Osiander
- 1936: Die Unsterblichkeitsfrage. Berlin: Junker & Dünnhaupt
- 1952: Seele, Welt und Gott. Gesammelte Aufsätze zur Naturphilosophie und Metaphysik des Geistes. Stuttgart: Kohlhammer

## Weitere Quelle
Über 100 Briefe von Fachkollegen, Schülern und Freunden an Karl Groos im Psychologiegeschichtlichen Forschungsarchiv (PGFA) der Fernuniversität in Hagen